# Betws (Carmarthenshire)
Pour les articles homonymes, voir Betws.
Betws est un village et une communauté du Carmarthenshire, au pays de Galles.
Au recensement de 2011, elle comptait 2 175 habitants.